# Orlando Smith
Daniel Orlando Smith (Tórtola, 28 de agosto de 1944) fue el premier (jefe de gobierno) de las Islas Vírgenes Británicas desde 2003 hasta 2007 y desde 2011 hasta 2019.

## Carrera
Fue educado en la Universidad de las Indias Occidentales, Londres y Escocia. Inició su carrera como médico, especializado en obstetricia, y fue jefe médico del territorio durante muchos años antes y después de entrar en la política.
Entró en la política en 1999, siendo elegido al Consejo Legislativo de las islas (actual Asamblea Legislativa), como líder del recién formado Partido Nacional Democrático. Hasta 2003 fue el líder de la oposición, volviendo al cargo tras su derrota electoral en 2007.
Se desempeñó como ministro principal de las Islas Vírgenes Británicas (nombre del cargo del Premier antes de que la reforma de la constitución de las islas en 2007) de 2003 a 2007. Ganó el cargo cuando el Partido Nacional Demócrata ganó las elecciones generales de 2003, siendo la primera victoria de su partido en las elecciones generales de su historia. En 2011 volvió al cargo, como Premier, y siendo también designado como Ministro de Finanzas.
Ha sido nombrado como oficial de la Orden del Imperio Británico.
En cuanto a su vida personal, está casado y tiene tres hijos.